# Vulpia unilateralis
Vulpia unilateralis là một loài thực vật có hoa trong họ Hòa thảo. Loài này được (L.) Stace miêu tả khoa học đầu tiên năm 1978.